# Zadar Open 2022
Lo Zadar Open 2022, noto anche come Falkensteiner Punta Skala Zadar Open per motivi di sponsorizzazione, è stato un torneo maschile di tennis professionistico. È stata la 2ª edizione del torneo Zadar Open, facente parte della categoria Challenger 80 nell'ambito dell'ATP Challenger Tour 2022. Si è svolta dal 21 al 27 marzo 2022 sui campi in terra rossa del Falkensteiner Resort Punta Skala di Zara, in Croazia.

## Partecipanti

### Teste di serie
| Nazionalità | Giocatore        | Ranking* | Testa di serie |
| ----------- | ---------------- | -------- | -------------- |
| Italia      | Gianluca Mager   | 95       | 1              |
| Serbia      | Nikola Milojević | 126      | 2              |
| Slovacchia  | Andrej Martin    | 127      | 3              |
| Rep. Ceca   | Zdeněk Kolář     | 138      | 4              |
| Italia      | Franco Agamenone | 169      | 5              |
| Italia      | Flavio Cobolli   | 177      | 6              |
| Bulgaria    | Dimitar Kuzmanov | 193      | 7              |
| Francia     | Manuel Guinard   | 199      | 8              |

* Ranking al 14 marzo 2022.

### Altri partecipanti
I seguenti giocatori hanno ricevuto una wild card per il tabellone principale:
- Hamad Međedović
- Mili Poljičak
- Dino Prižmić

I seguenti giocatori sono passati dalle qualificazioni:
- Carlos Sánchez Jover
- Matteo Arnaldi
- Miljan Zekić
- Cezar Crețu
- Riccardo Balzerani
- Daniel Michalski

## Campioni

### Singolare
Flavio Cobolli ha sconfitto in finale  Daniel Michalski con il punteggio di 6–4, 6–2.

### Doppio
Zdeněk Kolář /  Andrea Vavassori hanno sconfitto in finale  Franco Agamenone /  Manuel Guinard con il punteggio di 3–6, 7–6(7), [10–6].